# ملعب إل كامبين
ملعب نيميسيو كاماتشو هو ملعب كرة قدم يقع في بوغوتا عاصمة كولومبيا . يسع الملعب لجلوس 44 ألف متفرج . يعتبر الملعب الرسمي الذي يخوض فيه منتخب كولومبيا مبارياته الدولية . تم افتتاح الملعب في 14 أغسطس 1938 .